# Зангиев, Хасан Джамботович
Хаса́н Джамбо́тович Занги́ев (осет. Зӕнджиаты Джамботы фырт Хасан; 21 октября 1954, Алагир, Северо-Осетинская АССР — 2000) — советский борец вольного стиля, обладатель Кубка мира (1979) и серебряный призёр чемпионата Европы (1977). Мастер спорта СССР международного класса по вольной борьбе.

## Биография
Родился 21 октября 1954 года в городе Алагир Северо-Осетинской АССР. В 1969 году стал заниматься вольной борьбой. В 1973 году выполнил норму мастера спорта. Входил в состав сборной команды СССР по вольной борьбе. В 1975 году стал третьим на летней Спартакиаде народов СССР в Москве. В 1976 году становится серебряным призёром чемпионата СССР в Одессе. В 1977 году становится серебряным призёром чемпионата Европы в Бурсе. В 1979 году становится обладателем Кубка мира в Толидо.
В 1978 году окончил факультет физического воспитания и спорта Ташкентского государственного педагогического института. После чего работал тренером по вольной борьбе в детско-юношеской спортивной школе Министерства народного образования СОАССР в городе Алагире.
В 2000 году трагически погиб.

## Спортивные достижения
- Вольная борьба на летней Спартакиаде народов СССР 1975 года — ;
- Чемпионат СССР по вольной борьбе 1976 года — .
- Кубок мира по борьбе 1979 — ;